# Benno Adam
Benno Adam   (Múnic, 15 de juliol de 1812 - Kelheim, 9 de març de 1892) va ser un pintor d'animals alemany.

## Biografia
Va ser el fill gran del pintor Albrecht Adam, i es va distingir especialment per les seves representacions d'animals de caça, gossos de caça i mascotes en composicions més grans (caça de cérvols i senglars, esquer de guineus, etc.). Es va relacionar amb la colònia d'artistes de Chiemsee..
A més de les seves pintures, va il·lustrar diversos llibres de text i manuals, com ara Anleitung zur Rindviehzucht und zur verschiedenartigen Benutzung des Hornviehs (Guia per a la cria de bestiar de carn i l'ús divers del bestiar cornut) de Heinrich Wilhelm von Pabst, JG Cotta, Stuttgart (11851)..
L'estiu de 1834 es va casar amb Josepha Quaglio, la filla gran del pintor i arquitecte Domenico Quaglio. El seu fill Emil Adam també es va convertir en pintor. Els germans de Benno Adam van ser els pintors Franz i Eugen Adam.

## Pintures seleccionades

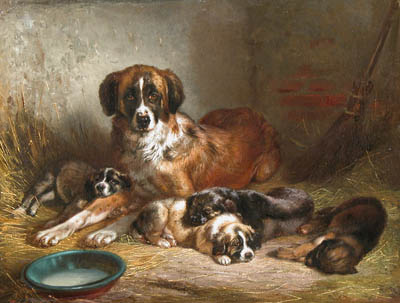
Gos de muntanya de Berna i els seus cadells (1862)
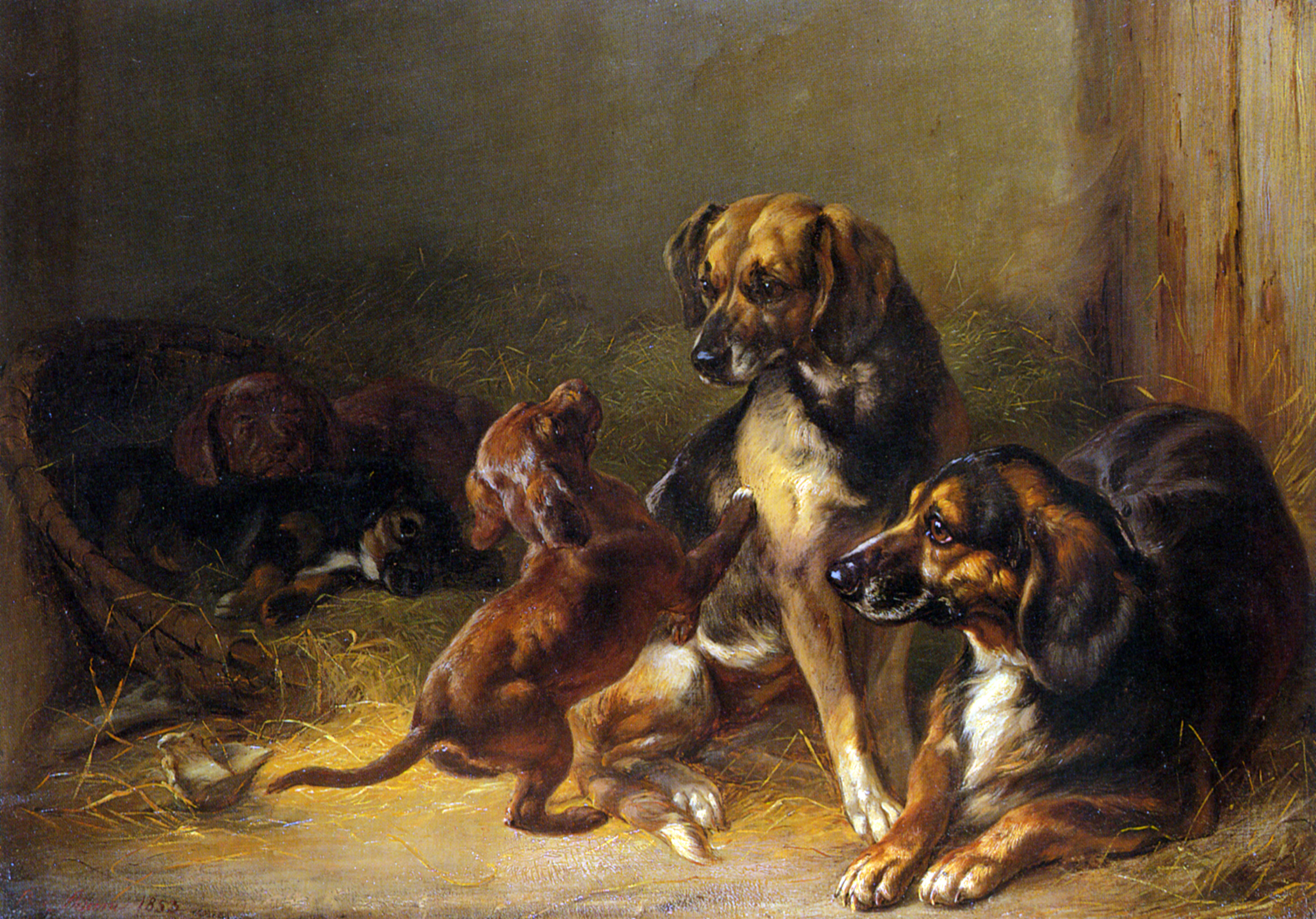
Gossos i cadells (1853)
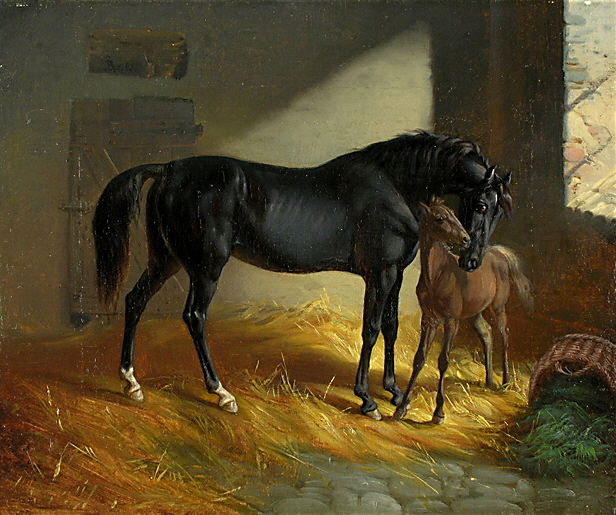
Euga i el seu poltre al graner
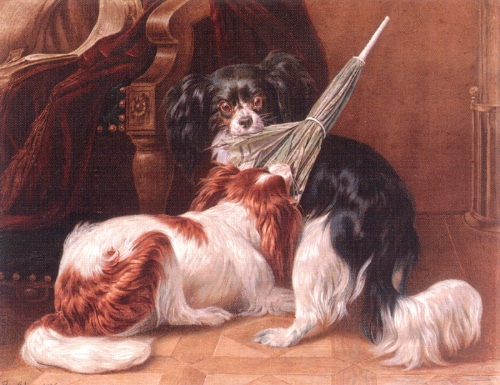
King Charles Spaniels
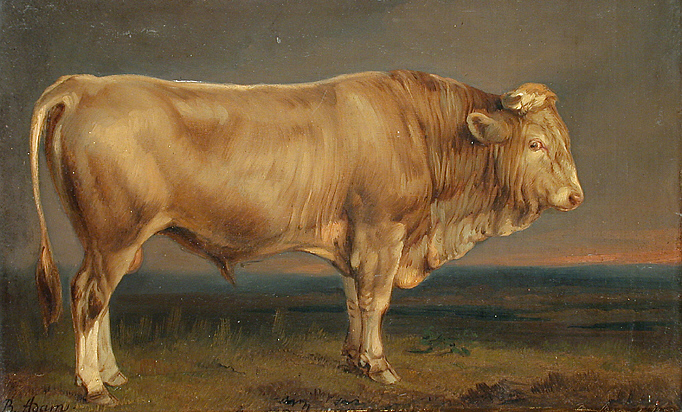
Toro
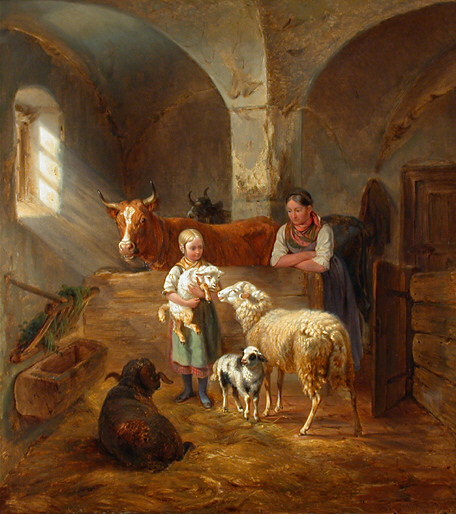
A la cort